# Klavierkonzert (Barber)
Das Klavierkonzert op. 38 ist das einzige Klavierkonzert des US-amerikanischen Komponisten Samuel Barber. Es wurde 1962 uraufgeführt und 1963 mit dem Pulitzer-Preis für Musik ausgezeichnet.

## Entstehungsgeschichte
Das Konzert wurde vom Notenverlag G. Schirmer zu dessen hundertjährigem Bestehen in Auftrag gegeben. Barber begann mit der Komposition im März 1960, beendete zuerst den 2. Satz im Sommer 1962 und dann das ganze Konzert am 9. September 1962. Die Arbeit am Stück und insbesondere am dritten Satz musste mehrfach unterbrochen werden, so stürzte der Tod seiner Schwester am 3. Juli 1961 ihn in eine Depression und er wurde im März 1962 in die Sowjetunion an einen Komponistenkongress eingeladen. Er schrieb das Werk für den Pianisten John Browning, der bereits sein Nocturne, eine Hommage an den Komponisten John Field, uraufgeführt hatte. Barber schrieb ihm das Werk auf den Leib, so ließ er Browning zuerst Teile seines Repertoires vorspielen, um seinen Stil und seine technischen Möglichkeiten kennen zu lernen. Gewidmet ist es einem Freund Barbers, Manfred Ibel. Die Uraufführung fand am 24. September 1962 statt, nur 15 Tage nach der Fertigstellung des Konzertes. Browning wurde vom Boston Symphony Orchestra begleitet, welches unter der Leitung von Erich Leinsdorf musizierte. Die Aufführung dauerte 26 Minuten und wurde aufgezeichnet. Das Konzert war Teil der Einweihungswoche des Lincoln Centers und fand in der späteren David Geffen Hall statt.

## Aufbau
Das Konzert ist in drei Sätze gegliedert und ist geschrieben für Soloklavier, Piccoloflöte, 2 Flöten, 2 Oboen, Englischhorn, 2 Klarinetten, Bassklarinette, 2 Fagotte, 4 Hörner, 3 Trompeten, 3 Posaunen, Pauke, Kleine Trommel, Grosse Trommel, Becken, Tamtam, Tomtom, Triangel, Xylophon, Peitsche, Harfe und Streicher.

### 1. Satz:Allegro appassionato
Das Konzert beginnt mit einem Solopart, wobei das Klavier drei Themen vorstellt, das erste auf eine deklamatorische Art und Weise und die folgenden beiden eher rhythmisch. Das Orchester unterbricht diesen Teil mit einem più mosso vorgetragenen Hauptthema. Das thematische Material wird verarbeitet, bis das Tempo sich verlangsamt (doppio meno mosso) und die Oboe einen zweiten lyrischen Teil beginnt. Der Satz endet mit einer Solokadenz und einer Orchester-Reprise die fortissimo endet. Der fortissimo Schluss geht auf Leinsdorf zurück, der Browning die ersten beiden Sätze spielen hörte und den ursprünglichen pianissimo Schluss als zu wenig kontrastreich zum zweiten Satz empfand.

### 2. Satz:Canzone: Moderato
Für den zweiten Satz verwendete Barber Material aus Elegy, einer früheren Komposition von ihm. Dieses Werk für Flöte und Klavier schrieb er 1959 für Manfred Ibel, den späteren Widmungsträgers des Klavierkonzertes. Er verteilte dabei die originale Melodie zwischen Soloflöte, Oboe und Klavier, während die Klavierbegleitung größtenteils zu Harfen- und Streicherpassagen wurde und nur kleine Teile im Klavierpart erhalten blieben. Der Satz wurde durch die Umarbeitung etwa doppelt so lange wie das Originalstück. Der Satz steht in cis-Moll, ist monothematisch und besteht aus drei jeweils modifizierten Strophen und einer Coda. Durch ein relativ langsames Tempo und einen kleineren Dynamikumfang wird ein starker Kontrast zum ersten Satz erreicht.

### 3. Satz:Allegro molto
Deutlich lebhafter als der vorhergehende Satz ist der, im 5/4-Takt stehende, dritte Satz. Der Satz hat einen starken Bezug zu B-Dur und folgt einer fünfteiligen Rondo Form (ABACA). In Takt sechs wird gleichzeitig mit dem Hauptthema ein prägendes, fünf Noten umfassendes Bass-Ostinato im Klavier eingeführt. Der Satz ist stark rhythmusgeprägt und wurde von Kritikern mit Werken von Igor Strawinsky verglichen. Auf Empfehlung von Browning und Vladimir Horowitz änderte Barber einige Stellen im Klavierpart um sie spielbarer zu machen. Nach Browning sind Teile des Satzes von einem Prélude von Claude Debussy inspiriert, dem Prélude Les Fées sont d'exquises danseuses.

## Rezeption
Das Konzert wurde von Kritikern und Publikum generell positiv aufgenommen. So schrieb man über die Uraufführung:

“This is a real virtuoso concerto, with some staggeringly difficult writing. It also has a strong sense of melodic profile, a lyric slow movement and a sense of confidence in the entire conception...”

„Dies ist ein richtiges Virtuosenkonzert, das teilweise umwerfend schwierig geschrieben ist. Auch hat es ein starkes melodisches Profil, einen langsamen, lyrischen Satz und eine Art von Selbstvertrauen in der ganzen Konzeption...“

Auch ein Jahr danach wurde das Werk durch die Fachpresse lobend besprochen:

“...in my view it is the best piano concerto ever written by an American, and its new found fame is more than justified.”

„...meiner Meinung nach das Beste je von einem Amerikaner geschriebene Klavierkonzert, und sein neu gefundener Ruhm ist mehr als berechtigt.“

Es wurde aber auch mit „big, splashy, old-fashioned“ (Alan Rich: „Classical“, High Fidelity, December 1964, deutsch: „gross, pompös, altmodisch“) und „might have almost been written 100 years earlier.“ (Malcon Rayment: „Orchestral“, Records and Recordings, April 1975, deutsch: „hätte nahezu 100 Jahre früher geschrieben werden können.“) beschrieben. Einflüsse wurden ausgemacht von Prokofjew, Rachmaninow, Ravel, Bartók und aus dem Jazz.

## Aufnahmen (Auswahl)
- John Browning, Cleveland Orchestra, George Szell, Columbia Records MS-6638, 1964
- Tedd Joselson, London Symphony Orchestra, Andrew Schenck, ASV DCA-534, 1985
- John Browning, Saint Louis Symphony Orchestra, Leonard Slatkin, RCA Victor 60732, 1991
- Jon Kimura Parker, Atlanta Symphony Orchestra, Yoel Levi, Telarc CD-80441, 1997
- Stephen Prutsman, Royal Scottish National Orchestra, Marin Alsop, Naxos 8.559133, 2002
- Barber/Bartók/Jarrett: Keith Jarrett, Dennis Russell Davies, Rundfunk-Sinfonieorchester Saarbrücken, (ECM, rec. 1984, Hrsg. 2015)